# 日本教育社会学会
日本教育社会学会（にほんきょういくしゃかいがっかい、英語: The Japan Society Of Educational Sociology (JSES)）は、日本の学術研究団体の一つ。

## 概要
1948年設立。学術研究団体としての種別は単独学会。
教育社会学の発展と普及を期し、会員相互の研究上の連絡を図ることを目的として設立された。

## 沿革
- 1948年 - 日本教育社会学会発足。

## 刊行物

### 教育社会学研究
- 誌名（和文）：教育社会学研究
- 誌名（欧文）：-
- 創刊年：1951
- 資料種別：ジャーナル（査読付き論文を含む）
- 使用言語：日本語（英文抄録あり）
- 発行形態：印刷体
- 著作権帰属先：-
- クリエイティブコモンズ：-
- 購読：-